# Liste von Persönlichkeiten der Stadt Worms
Diese Liste enthält die in Worms geborenen Persönlichkeiten sowie solche, die in Worms ihren Wirkungskreis hatten, ohne dort geboren zu sein. Beide Abschnitte sind jeweils chronologisch nach dem Geburtsjahr sortiert. Die Liste erhebt keinen Anspruch auf Vollständigkeit.

## In Worms geborene Persönlichkeiten

### Bis 1800
- Rupert von Salzburg (um 650 – 718), Heiliger, vermutlich in Worms geboren
- Erentrudis von Salzburg (um 650 – 718), Benediktinerin, Heilige
- Heribert von Köln (um 970 – 1021), Erzbischof des Erzbistums Köln (999–1021)
- Erkenbert von Frankenthal (um 1079 – 1132), Adeliger, Klosterstifter und Propst
- Wilhelm (1112–1140), Graf von Weimar-Orlamünde sowie Pfalzgraf bei Rhein
- Meir von Rothenburg, auch Meir ben Baruch (um 1215 – 1293), Autorität in jüdischen Glaubens- und Rechtsfragen
- Abraham von Worms (um 1362 – 1458), jüdischer Gelehrter
- Hans Folz (um 1435/40 – 1513), Barbier und Meistersinger
- Konrad Meit (1470/85–1550/51), Bildhauer und -schnitzer der frühen Renaissance
- Anton Woensam (1492/1500–1541), Maler, Holzschneider, Graphiker und Buchillustrator
- Caspar Scheidt (um 1520 – 1565), Dichter
- Ulrich Sitzinger (1525–1574), Jurist, Politiker und Reformator
- Friedrich Zorn (1538–1610), Rektor der Stadtschule ab 1565, Verfasser der Wormser Chronik von 1570
- Pedro Lisperguer (1535–1604), Konquistador
- Theodor Haak (1605–1690), gelehrter deutscher Calvinist
- Philipp Burckhardt (1627–1688), Jurist
- Jakob Friedrich Rühle (1630–1708), Reichsritter und Syndicus von Heilbronn
- Henri Sengre (um 1632 – 1712), französischer Militärkartograph
- Johann Peter Geissel (1636–?), Orgelbauer und Organist
- Johann Andreas Schmidt (1652–1726), lutherischer Theologe und Kirchenhistoriker
- Samson Wertheimer (1658–1724), kaiserlicher Hoffaktor, Oberrabbiner und Förderer des Judentums
- David Oppenheim (1664–1736), Oberrabbiner von Prag
- Johann Jacob von Zwierlein (1699–1772), Jurist am Reichskammergericht in Wetzlar
- Johann Friedrich Moritz (1716–1771), Jurist, Resident und Gesandter verschiedener Staaten und Mächte in Frankfurt am Main
- Johann Nikolaus Götz (1721–1781), Geistlicher, Schriftsteller und Übersetzer
- Johann Jakob Joseph Kirschbaum (1721–1804), Jurist und ordentlicher Professor der Rechtslehre an der Universität Heidelberg
- Christoph Jakob Kremer (1722–1777), kurpfälzischer Historiker und Jurist in Mannheim
- Johann Jakob Trunk (1745–1816), Forstwissenschaftler
- Johann Philipp Bandel (1785–1866), Kaufmann, Gutsbesitzer und Kunstsammler
- Maximilian Georg Joseph Neumayer (1789–1866), französischer Divisionsgeneral. Seine Zwillingsschwester Anne Marie Neumayer (1789–1869) war die Mutter des Malers Adolphe Yvon (1817–1893)
- Wilhelm Valckenberg (1790–1847), Großhändler und Politiker, Abgeordneter der 2. Kammer der Landstände des Großherzogtums Hessen
- Franz Heger (1792–1836), Architekt, Baubeamter und Kupferstecher
- Johann Jakob Schlesinger (1792–1855), Maler, Kunstprofessor und Restaurator.
- Adam Joseph Betz (1795–1880), Kaufmann, Spezereiwarenhändler und Bürgermeister der Stadt Worms (1856–1860)

### 19. Jahrhundert

#### 1801 bis 1850
- Franz Euler (1804–1873), Gastronom und Bürgermeister der Stadt Worms (1852–1856)
- Benedikt Levi (1806–1899), Großherzoglich-Hessischer Rabbiner der Provinz Oberhessen
- Ferdinand Eberstadt (1808–1888), Textilhändler und Bürgermeister
- Samuel Adler (1809–1891), deutscher Rabbiner
- Friedrich Wilhelm Schoen (1810–1868), Genremaler und Lithograph des Biedermeier
- Abraham Adler (1811–1856), deutscher Rabbiner und Schriftsteller
- Ludwig Blenker (1812–1863), Teilnehmer der Märzrevolution 1848, US-amerikanischer General
- Leonhard Heyl (1814–1877), Unternehmer und Politiker
- Cornelius Valckenberg (1815–1873), Richter und Politiker, Abgeordneter der 2. Kammer der Landstände des Großherzogtums Hessen
- Christian August Rasor (1819–1860), Kaufmann und Politiker der Freien Stadt Frankfurt
- Marcus Edinger (1820–1879), Textilfabrikant und Abgeordneter der 2. Kammer der Landstände des Großherzogtums Hessen
- Moritz Heidenheim (1824–1898), Gelehrter
- Robert von Zangen (1827–1892), Großherzoglich hessischer Kammerherr und preußischer Generalmajor
- Salomon Loeb (1828–1903), amerikanischer Kaufmann, Bankier und Philanthrop
- Theodor Salzer (1833–1900), Apotheker und Chemiker
- Bernhard Schroeder (1832–1908), Jurist und Reichstagsabgeordneter
- Philipp Brand (1833–1914), Reichstagsabgeordneter
- Georg Christof Reinhart (1838–1899), Lederfabrikant und Kommerzienrat
- Friedrich Gernsheim (1839–1916), Pianist, Dirigent und Komponist der Spätromantik
- Wilhelm Langenbach (1841–1911), jüdischer Fabrikant und Landtagsabgeordneter
- Nikolaus Andreas Reinhart (1841–1910), hessischer Kaufmann und Politiker (NLP) und Abgeordneter der 2. Kammer der Landstände des Großherzogtums Hessen
- Hermann Franz (1841–1908), Agrarökonom und Landwirtschafts-Wanderlehrer
- Cornelius Wilhelm von Heyl zu Herrnsheim (1843–1923), Industrieller und Politiker
- Maximilian von Heyl (1844–1925), Generalleutnant, Kunstliebhaber und Ehrenbürger von Darmstadt
- Wilhelm Valckenberg (1844–1914), Fabrikant und Politiker, Abgeordneter der 1. Kammer der Landstände des Großherzogtums Hessen
- August Weckerling (1846–1924), Großherzoglicher hessischer Gymnasialprofessor, Stadtarchivar, Stadtbibliothekar
- Karl Kehrer (1849–1924), Offizier
- Friedrich Wilhelm von Schoen (1849–1941), Großindustrieller und Mäzen
- Ida Straus (1849–1912), Ehefrau des New Yorker Millionärs, Politikers und Miteigentümer des Kaufhauses Macy’s in New York, mit dem zusammen sie beim Untergang der Titanic ihr Leben verlor.
- Bertha Hirsch (1850–1913), deutsche Kulturmäzenin

#### 1851 bis 1900
- Wilhelm von Schoen (1851–1933), Diplomat
- Karl Stephan (1853–1927), liberaler Politiker und Abgeordneter der 2. Kammer der Landstände des Großherzogtums Hessen, Stadtverordneter und Rechtsanwalt in Worms
- Ludwig Edinger (1855–1918), Arzt, Mediziner, Neurologe und Gehirnforscher
- Ernst Eduard Wiltheiss (1855–1900), Mathematiker
- Rudolph Eberstadt (1856–1922), Volkswirtschaftler und Stadtplaner
- Georg Ludwig Freed (1858–1936), Architekt
- Eduard Selzam (1859–1951), Maler
- Heinrich Fulda (1860–1943), Politiker (SPD), hessischer Innenminister
- Adam Schneider (1860–1931), Bibliothekar
- Otto Maria Reis (1862–1934), Geologe und Paläontologe
- Ludwig Daehn (1865–1944), Militärjurist
- Heinrich Mayer (1866–1942), Kaufmann
- Carl Muth (1867–1944), Publizist
- Nikolaus Reinhart (1868–1940), Jurist und Polizeidirektor in Darmstadt
- Eugen Kranzbühler (1870–1928), Direktor der Provinz Starkenburg und Lokalhistoriker
- Isidor Kiefer (1871–1962), Werkzeugmaschinenfabrikant und Vorsitzender der Jüdischen Gemeinde Worms
- Louis Rühl (1871–1957), Brauereiunternehmer (Eichbaum-Brauerei)
- Wilhelm Daehn (1872–1943), Oberbürgermeister von Weißenfels
- August Gallinger (1871–1959), Mediziner und Philosoph
- Theodor Reinhart (1872–1946), Jurist und Kreisdirektor
- Jakob Vetter (1872–1918), Erweckungsprediger
- Siegfried Guggenheim (1873–1961), Rechtsanwalt, Notar und Kunstsammler
- Hugo Sinzheimer (1875–1945), Rechtswissenschaftler
- Emil Krämer (1877–1938), Rechtsanwalt
- Erwin von Heyl (1877–1940), Botschaftssekretär, Kaiserlicher Legationsrat
- Georg Bluen (1878–1941), Filmproduzent und -regisseur
- Heinrich Müller-Erkelenz (1878–1945), Architekt
- Luise Federn-Staudinger (1879–1967), Bildhauerin und Medailleurin
- Wilhelm Kastell (1879–1958), Generalvikar in Mainz
- Georg Zink (1879–1962), Bibliothekar
- Wilhelm Zwilling (1879–1944), Eisenbahner und NS-Justizopfer
- Hans Hoffmann (1880–1949), Politiker
- Wilhelm Rahn (1880–1966), Oberbürgermeister von Worms
- Hermann Staudinger (1881–1965), Nobelpreisträger für Chemie 1953
- Nathan Stein (1881–1966), deutsch-US-amerikanischer Jurist und Dozent für Finanzwissenschaften
- Fritz Becker (1882–1973), Architekt und Hochschullehrer
- Fritz Holl (1883–1942), Schauspieler, Regisseur und Intendant
- Georg Stieler (1884–1959), Philosoph, Pädagoge und Hochschullehrer
- Heinrich Zinnkann (1885–1973), Gewerkschafter und Politiker
- Wilhelm Kunkel (1886–1965), Landtagsabgeordneter
- Ludwig von Heyl zu Herrnsheim (1886–1962), Industrieller und Politiker
- Hermann Güntert (1886–1948), Sprachwissenschaftler und Religionshistoriker
- Rudolf Hess (1886–1962), Bremer Kinderarzt und Klinikdirektor
- Karl Anton (1887–1956), Theologe, Hochschullehrer, Musikwissenschaftler
- Rudi Stephan (1887–1915), Komponist
- Willy Buschhoff (1888–1943), Schauspieler
- Paul Hertz (1888–1961), Politiker
- Hans Staudinger (1889–1980), Wirtschaftswissenschaftler, Mitglied des Reichstages, republikanischer Spitzenbeamter der Weimarer Republik
- Adam Antes (1891–1984), deutscher Bildhauer und Grafiker
- Philipp Klöter (1891–1961), Maler
- Karl Holl (1892–1975), deutscher Musikschriftsteller
- Hanya Holm (1893–1992), deutsch-amerikanische Tänzerin, Choreografin und Tanzpädagogin
- Richard Hildebrandt (1897–1951), Politiker und SS-Führer
- Alfred Heinrich Hüttenbach (1897–1960), vor den Nationalsozialisten nach England emigrierter jüdischer Bildhauer
- Henny Trundt (1897–1998), Sängerin
- Wilhelm Vogel (1898–1989), Widerstandskämpfer gegen den Nationalsozialismus
- Curtis Bernhardt (1899–1981), deutsch-amerikanischer Regisseur
- Elisabeth Groß (1899–1944), Hausfrau, Opfer der NS-Justiz
- Karl Winkler (1899–1960), Fußballspieler und -trainer
- Richard Stumm (1900–1971), Kunstmaler, Grafiker

### 20. Jahrhundert

#### 1901 bis 1925
- Hans Hinkel (1901–1960), deutscher Journalist und NS-Kulturfunktionär
- Friedrich Schönwandt (1901–1973), Politiker
- Ernst Fuhry (1903–1976), Persönlichkeit des deutschen Fußballs, Gründer mehrerer Sportvereine, entwarf das Emblem des DFB, Autor mehrerer Sportbücher, erfolgreicher Fußballtrainer (Eintracht Nordhorn)
- Willibald Martenstein (1903–1998), Politiker
- Willi Winkler (1903–1967), Fußballspieler
- Hans Diller (1905–1977), Klassischer Philologe und Historiker
- Richard Kirn (1905–1979), Zeitungsjournalist und Autor
- Doris von Schönthan (1905–1961), Model, Werbetexterin, Journalistin, Fotografin
- Georg Berg (1910–1985), Politiker (CDU), Mitglied des Landtags von Rheinland-Pfalz
- Fabius von Gugel (1910–2000), Zeichner, Graphiker, Maler, Bühnenbildner, Porzellangestalter und Dichter
- Josef Seppl Fath (1911–1985), Fußballnationalspieler von Wormatia Worms
- Heinrich Hoffmann (1912–1941), Jagdflieger
- Walter Hotz (1912–1996), Kunsthistoriker und Pfarrer
- Heinrich Keimig (1913–1966), deutscher Handballspieler
- Willi Zinnkann (1915–1997), Politiker
- Willi Alter (1916–2005), historischer Landeskundler, Präsident der Pfälz. Ges. zur Förderung der Wissenschaften
- Jakob Eckert (1916–1940), Fußballspieler
- Marie-Luise Heller (1918–2009), bildende Künstlerin
- Lucie Kölsch (1919–1997), Politikerin
- Friedrich Meinertz (1919–1964), Humanmediziner und Heilpädagoge
- Ludwig von Heyl zu Herrnsheim (1920–2010), Industrieller
- Ernst Meyer (1920–2007), Pädagoge
- Marie-Elisabeth Klee (1922–2018), Politikerin
- Christa Lehmann (* 1922), Serienmörderin
- Walter Buschhoff (1923–2010), Schauspieler
- Tobias Ihle (1924–2008), Kirchenmusiker
- Manfred Schmitt-Fiebig (1924–2001), Architekt
- Christoph Engel (1925–2011), Schauspieler
- Helmut Müller (1925–2006), Fußballspieler und -trainer

#### 1926 bis 1950
- Bertram Huppert (1927–2023), Mathematiker
- Hans Huth (1927–2010), Kunsthistoriker und Denkmalpfleger
- Vladimir Kagan (1927–2016), Möbeldesigner
- Richard Wisser (1927–2019), Professor der Philosophie und Bundesverdienstkreuzträger
- Walter Baier (1929–2000), Wissenschaftsjournalist und Autor
- Hans Mechnig (1929–2016), Fußballspieler
- Elvira Bickel (1930–2025), Politikerin
- Klaus Fischer (1930–2022), Schriftsteller
- Herbert G. Miltenburger (1930–2021), Biologe
- Marlis Antes-Scotti (* 1931), Bildhauerin, Plastikerin und Zeichnerin
- Karl Matthäus Winter (1932–2012), Künstler, Bildhauer
- Cornelius von Heyl zu Herrnsheim (1933–2023), Jurist, Präses der Synode der EKD
- Hans-Jörg Neuschäfer (* 1933), Romanist und Universitätsprofessor
- Herbert W. Hofmann (* 1934), Sportfunktionär
- Karl-Heinz Mottausch (* 1934), Philologe und Indogermanist
- Karl Otto Scherner (1934–2019), Jurist, Hochschullehrer und Professor an der Johannes-Gutenberg-Universität Mainz
- Detlef Schmid (1934–2018), Professor für Informatik
- Otto Böcher (1935–2020), evangelischer Theologe
- Rolf Wilhelm Brednich (1935–2023), Volkskundler
- Hans-Walter Müller (* 1935), Architekt in Paris
- Heinrich Klotz (1935–1999), Kunsthistoriker, Architekturtheoretiker und Publizist
- Hans Rüdiger Vogel (1935–2023), Mediziner und Funktionär der Pharmaindustrie
- Rudolf Becker (1937–2022), Unternehmer
- Gernot Fischer (* 1937), Jurist, Verwaltungsbeamter, Bundestagsabgeordneter und Oberbürgermeister von Worms
- Fritz Abel (* 1939), Didaktiker und Romanist
- Christoph Julius Johannes Grünewald (1939–2022), Heimatforscher
- Friedrich Strack (1939–2013) Literaturwissenschaftler
- Sepp Strubel (1939–2018), Schauspieler und Filmemacher; schrieb Drehbücher für die Augsburger Puppenkiste
- Klaus Krier (* 1940), Maler und Künstler
- Albrecht Glaser (* 1942), Politiker (CDU, AfD)
- Philipp Held (1942–1962), Maueropfer
- Klaus Mümpfer (1942–2021), Fotograf, Journalist und Jazzkritiker, Träger der Verdienstmedaille des Landes Rheinland-Pfalz
- Harald Braner (1943–2022), Fußballspieler
- Helmut Hinkel (* 1943), römisch-katholischer Priester, Kirchenhistoriker, Bibliothekar, Autor und Publizist
- Hans Werner Kilz (* 1943), Chefredakteur der Süddeutschen Zeitung
- Frank R. Werner (* 1944), Architekturhistoriker und Autor
- Reinhold Schäfer (1945–2022), Informatiker und Hochschullehrer
- Peter Bender (* 1946), Mathematiker und Hochschullehrer
- Ulrich Schroth (* 1946), Jurist und Hochschullehrer
- Siegfried Englert (* 1947), Sinologe
- Alfons Rissberger (* 1948), Unternehmer, Unternehmensberater, Autor; Ideengeber und Gründungsvorstand der Initiative D21
- Emil Dister (* 1949), Auenökologe, Leiter des WWF-Aueninstituts, 2008 Bundesverdienstkreuz am Bande, 2013 Deutscher Naturschutzpreis
- Florian Gerster (* 1949), Politiker (SPD), ehem. Vorsitzender der Bundesagentur für Arbeit
- Gerd Schmitt (* 1949), Jurist, Staatssekretär und Direktor des Bundesrates
- Ludwig Georg Strauss (1949–2013), Radiologe und Hochschullehrer
- Ferdinand Werner (* 1950), Verleger und Kunsthistoriker

#### 1951 bis 1975
- Annalena Schmidt (* 1951), Schauspielerin
- Monika Stolz (* 1951), Politikerin
- Rudi Kargus (* 1952), Fußballspieler
- Peter Klag (1952–2023), Fußballspieler
- Werner Fröhlich (* 1953), Ökonom, Sozial- und Personalwissenschaftler
- Hermann Schlösser (* 1953), Literaturwissenschaftler und Journalist
- Emanuel Günther (* 1954), Fußballspieler
- Iris Blaul (* 1955), Politikerin
- Petra Gerster (* 1955), Fernsehjournalistin und ZDF-Moderatorin
- Walfried Günther (* 1955), Fußballspieler
- Michael Kissel (* 1955), Politiker
- Hermann Schaus (* 1955), Politiker
- Walter Schembs (* 1956), Bildhauer
- Ulrich Neymeyr (* 1957), Bischof von Erfurt
- Michael Bach (* 1958), Cellist, Komponist und Bildender Künstler
- Tobias Frank (* 1958), Feldhockeyspieler
- Hildegard Kurt (* 1958), Kulturwissenschaftlerin, Nachhaltigkeitsforscherin und Autorin
- Karlheinz Oswald (* 1958), Bildhauer
- Jürgen Rose (* 1958), Publizist und Offizier
- Stefan Frey (* 1959), Badmintonspieler
- Horst Rettig (* 1959), Maler und Bildhauer
- Rüdiger Schaper (* 1959), Journalist und Autor
- Werner Zager (* 1959), Theologe und Autor
- Erwin Ditzner (* 1960), Musiker
- Stefan Gertel (* 1960), Boxer
- Gerhard Hofmann (* 1960), Maler und Radierer
- Christoph Kappesser (1960–2020), Bildhauer
- Burkhard Hess (* 1961), Zivilrechtler und Rechtsprofessor
- Fides Becker (* 1962), Malerin und Grafikerin
- Jürgen Kaube (* 1962), Journalist und Soziologe
- Yull-Win Mak (* 1962), Komponist und Musiker
- Othmar Wickenheiser (* 1962), Automobildesigner, Hochschullehrer und Autor
- Volker Lösch (* 1963), Regisseur
- Dieter Schilling (* 1963), Mediziner, Klinikdirektor in Mannheim
- Boris Böhmann (* 1964), Domkapellmeister und Leiter der Freiburger Domsingknaben
- Heiko Sippel (* 1964), Politiker
- Oliver Stoll (* 1964), Althistoriker
- Ulrike Arnold (* 1965), Schauspielerin, Theaterregisseurin und Schauspieldozentin
- Julius Grünewald (* 1965), Maler
- Torsten Laux (* 1965), Organist und Musikpädagoge
- Ralf Gauck (* 1965), Musiker
- Norbert Götz (* 1965), Politikwissenschaftler, Historiker und Skandinavist
- Wolfgang Herr (* 1965), Hämatologe und Hochschullehrer in Mainz
- Peter Uhrig (* 1965), Ruderer, Weltmeister im Leichtgewichts-Doppelvierer
- Thomas Gerstner (* 1966), Fußballspieler und -trainer
- Jens Guth (* 1966), Politiker
- Simone Huth-Haage (* 1966), Politikerin
- Athina Lexutt (* 1966), evangelische Kirchenhistorikerin
- Denni Strich (* 1966), Fußballspieler
- Volker-Johannes Trieb (* 1966), Künstler, Skulpteur
- Eichfelder (* 1967), Konzeptkünstler
- André Eisermann (* 1967), Theater- und Filmschauspieler
- Christian Frommert (1967–2025), Journalist und Medienmanager
- Werner Daehn (* 1967), Schauspieler
- Andreas Baumann (* 1969), evangelischer Theologe, Missionswissenschaftler und spiritueller Autor
- Hannes Norberg (* 1969), Künstler
- Ingo Hamm (* 1971), Wirtschaftspsychologe und Hochschullehrer
- Alfred Lameli (* 1971), Germanist
- Harald Christ (* 1972), Geschäftsmann
- Oliver Leki (* 1973), Diplom-Kaufmann und Fußballfunktionär
- Niels Ruf (* 1973), Fernsehmoderator, Schauspieler, Autor
- Frank Schreiber (* 1973), Filmkomponist
- Markus Weinmann (* 1974), Agrarwissenschaftler insbesondere der Pflanzenphysiologie
- Katja Winkler (* 1975), römisch-katholische Theologin

#### 1976 bis 2000
- Fabian Kirsch (* 1977), Jurist., Staatssekretär in Rheinland-Pfalz
- Birgit Bessin (* 1978), Politikerin (AfD)
- Gary Fuhrmann (* 1978), Jazzmusiker
- Timo Hildebrand (* 1979), Fußballtorhüter
- Boris C. Motzki (* 1980), Regisseur, Kabarettist und Lyriker
- Christian Filips (* 1981), Lyriker, Dramaturg und Essayist
- Jennifer Meier (* 1981), Fußballspielerin
- Marco Stark (* 1981), Fußballspieler
- Christian Adam (* 1983), Fußballtorhüter
- Johanna Steiner (* 1983), Hörspielautorin und -regisseurin
- Nadja Schaus (* 1984), Volleyballspielerin
- Sebastian Ernst Klaus Dietz (* 1985), Leichtathlet, Paralympics-Sieger
- Anne Möllinger (* 1985), Leichtathletin
- Marcel Ziemer (* 1985), Fußballspieler
- Nassim Banouas (* 1986), Fußballspieler
- Maximilian Mehring (* 1986), Fußballspieler
- Stephanie Neigel (* 1986), Jazz- und Popsängerin
- Annika Strebel (* 1987), Rheinhessische Weinkönigin 2010/2011 und Deutsche Weinkönigin 2011/2012
- Patrick Baum (* 1987), Tischtennisspieler
- Guido Koçer (* 1988), Fußballspieler
- Frederik F. Günther (* 1989), Schauspieler
- Alexander Esswein (* 1990), Fußballspieler
- Peter Englert (* 1990), Schauspieler
- Bernd Kieckhäben (* 1990), Sänger, Songwriter, Entertainer und Stylist
- Thorben Stadler (* 1990), Fußballspieler
- Dennis Hefter (1993–2015), Junioren-Nationalspieler im Volleyball
- Alica Schmidt (* 1998), Leichtathletin
- Nicklas Shipnoski (* 1998), Fußballspieler

### 21. Jahrhundert

#### Ab 2001
- Leon Robinson (* 2001), Fußballspieler

## Persönlichkeiten, die vor Ort gewirkt haben
- Hanno von Worms († 978), Heiliger, Benediktinerabt, Bischof von Worms
- Otto von Worms (um 948–1004), Salier, Herzog von Lothringen, Vater Papst Gregors V. und Großvater Kaiser Konrads II.
- Burchard von Worms (um 965–1025), Bischof von Worms, hervorragender Rechtsgelehrter, Domerbauer
- Raschi (Rabbi Schlomo ben Jizchak, 1040–1105), Talmudkommentator, studierte in Worms.
- Eleasar ben Juda ben Kalonymos († 1238 Worms), deutscher Rabbiner, Autor und Kabbalist
- Anna von Bolanden († 1320); Zisterzienserin im Kloster Kirschgarten (Worms), aus deren Besitz sich ein wertvoller Codex erhalten hat.
- Johannes von Lambsheim (ca. 1450–1500); Augustiner-Chorherr im Kloster Kirschgarten (Worms), Gelehrter und Buchautor
- Nicolaus Maurus (1483–1539), deutscher lutherischer Theologe
- Wendelin Merbot († 1561); Zisterzienser, von 1553 bis 1561 letzter Abt des Klosters Otterberg, lebte und starb 1561 in Worms
- Johann Georg von Schäffer-Bernstein (1758–1838), hessen-darmstädtischer Generalleutnant, Grabmal im Albert-Schulte-Park
- Peter Joseph Valckenberg (1764–1837), Weinhändler und Bürgermeister von Worms 1812–1837
- Konrad Schredelseker (1774–1840), Geometer, erarbeitete 1809–1810 den ersten Katasterplan von Worms „Atlas géometrique de la ville de Worms“
- Jakob Becker, genannt Jakob Becker von Worms (1810–1872), Maler, Radierer und Lithograph
- Heinrich Konrad Schneider (1828–1898), Pädagoge sowie Gründer und Leiter der „Akademie für Bierbrauer und Landwirte“ in Worms
- Karl Koehl (1847–1929), Arzt und Prähistoriker
- Karl Hofmann (1856–1933), Stadtbaurat in Worms und Professor an der Technischen Hochschule Darmstadt
- Heinrich Köhler (1859–1924), Oberbürgermeister von Worms 1898 bis 1924
- Adolf Trieb (1874–1950), Lehrer in Karmeliterschule 1914–1938, Chorleiter
- Alfred Wevers (1875–1932), Jurist, 1908–1920 Bürgermeister der Stadt Worms
- Herta Mansbacher (1885–1942), jüdische Lehrerin
- Wolfgang Leonhard (1921–2014), Mitgründer der UAPD in Worms 1951/52
- Karoline Schott (1922–2017), Holocaust-Überlebende und Zeitzeugin
- Klaus Krier (* 1940), Gestalter und Künstler der neuen Glocken im Wormser Dom in den Jahren 2017–2018
- Mathilde Grünewald (1947–2024), Archäologin, Direktorin des Museums der Stadt Worms 1980–2012
- Rod Temperton (1949–2016), britischer Songwriter, Musikproduzent und Musiker, komponierte einige Songs des Albums Thriller von Popstar Michael Jackson
- Helmut Ranze (* 1948), Bundestrainer für Boxen, europäischer Boxsportfunktionär, Stadtsportmedaille 2011